# NGC 150
NGC 150 (también conocido como PGC 2052) es una galaxia espiral barrada localizada en la constelación de Sculptor. Se encuentra a unos 70 millones de años luz de distancia, y tiene un diámetro de aproximadamente 55.000 años luz. Fue descubierto el 20 de noviembre de 1886 por Lewis A. Swift. La supernova SN 1990K de Tipo II se detectó en NGC 150 y se informó que era similar a SN 1987A.